# Decorazioni alla bandiera dell'Aeronautica Militare

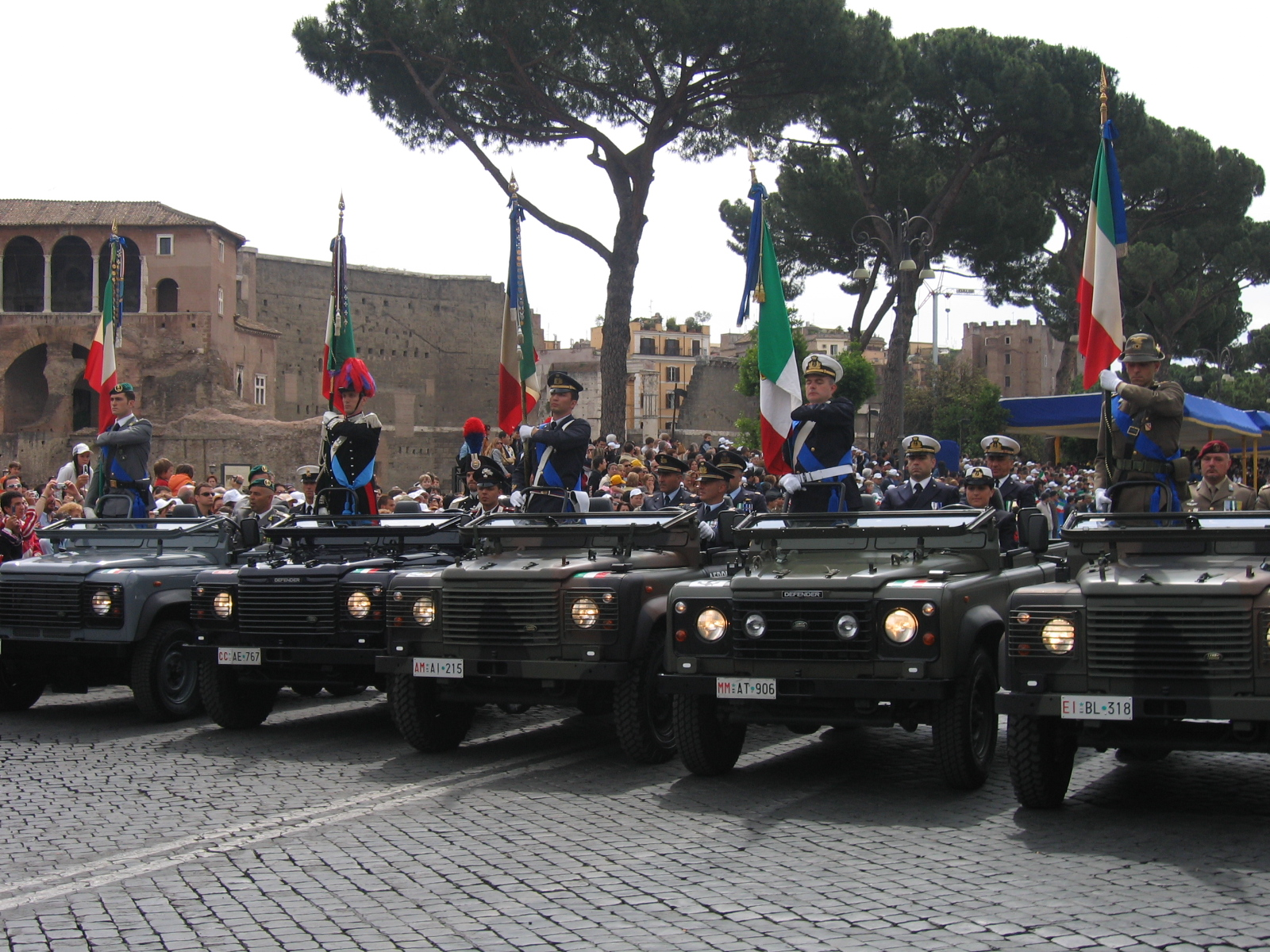
Bandiere di guerra delle forze armate italiane e della Guardia di finanza in sfilata per la festa della Repubblica. La bandiera di guerra dell'Aeronautica Militare è al centro.

La bandiera di guerra dell'Aeronautica Militare venne concessa all'allora Regia Aeronautica, con regio decreto nº 1485 del 17 ottobre 1920.

## Decorazioni alla Bandiera di guerra dell'Aeronautica Militare
6 Croci di Cavaliere dell'Ordine militare d'Italia (di cui 1 già dell'Ordine militare di Savoia)
 2 Medaglie d'oro al valor militare
 4 Medaglie d'argento al valor militare
 1 Croce di guerra al valor militare
 1 Medaglia d'oro al valor aeronautico
 1 Medaglia d'oro al valor civile
 2 Medaglie d'argento al valor civile
 1 Medaglia d'oro al merito civile
 1 Medaglia d'argento al merito della Croce Rossa Italiana
 1 Medaglia d'oro per i benemeriti della salute pubblica
 1 Medaglia d'oro al merito della sanità pubblica
(aggiornamento al gennaio 2024).